# High Five (film)
Pour plus de détails, voir Fiche technique et Distribution.
High Five (hangeul : 하이파이브 ; RR : haipaibeu ; MR : haip'aibŭ ; litt. « tape m'en cinq ») est un film sud-coréen réalisé par Kang Hyeong-cheol et sorti en 2025.

## Synopsis
Cinq jeunes héros, tous greffés d'un organe sain appartenant à des personnes dotées de super-pouvoirs, tentent de rencontre ceux qui convoitent leurs super-pouvoirs.

## Fiche technique
Sauf indication contraire ou complémentaire, les informations mentionnées dans cette section peuvent être confirmées par la base de données de KMDb
- Titre original : 하이파이브
- Titre international : High Five
- Réalisation et scénario : Kang Hyeong-cheol
- Musique : Kim Joon-seok
- Décors : Kim Byeong-han
- Costumes : Choi Eui-young
- Photographie : Choi Chan-min
- Montage : Nam Na-young
- Production : An Hee-jin et Lee An-na
- Société de production : Annapurna Films
- Société de distribution : Next Entertainment World
- Budget : 200 millards de ₩[2]
- Pays de production :  Corée du Sud
- Langue originale : coréen
- Format : couleur
- Genre : action, comédie fantastique, science-fiction
- Durée : 119 minutes
- Dates de sortie :
  - Corée du Sud : 26 mai 2025 (Séoul)[3] ; 30 mai 2025 (sortie nationale)

## Distribution
- Lee Jae-in : Park Wan-seo, taekwondoïste[4]
- Ahn Jae-hong : Park Ji-seong, écrivain[4]
- Ra Mi-ran : Kim Seon-nyeo, directeur de Yakult[4]
- Kim Hee-won (en) : Heo Yak-seon, directeur de l'usine Yakult[4]
- Yoo Ah-in : Hwang Ki-dong, chômeur[4]
- Oh Jung-se : Park Jong-min, père de Wan-seo[5]
- Park Jin-young : Yeong-choon
  - Shin Goo : Yeong-choon, jeune
- Jin Hee-kyung (en) : Choon-hwa
- Jin Hee-kyung : la fille de Yeong-choon
- Yoo Seung-mok : Song Ho-rim
- Kim Won-hae : le chirurgien (caméo)
- Lee Dong-hwi (en) : le chirurgien (caméo)
- Hyun Bong-sik (en) : le cardiologue (caméo)

## Production

### Développement
Début février 2021, Kang Hyeong-cheol est révélé en train de préparer son film, High Five, en tant que réalisateur, et scénariste, pour la société de production Annapurna Films. En juin, la société Next Entertainment World est annoncée en charge de distribution.
L'histoire vient d'« un ami, nommé Yoo Seong-kwon, qui m'accompagne depuis le premier film, et il a plein d'idées », avoue le réalisateur.
Le coût de la production est estimé à environ 200 millards de won.

### Attribution des rôles
|  |

Début février 2021, Yoo Ah-in s'est vu proposé d'incarner un personnage ayant une capacité psychique, mais ne le confirme pas encore, ainsi que Ra Mi-ran qui est également annoncée à la mi-février. Début mars, Yoo Ah-in, Ra Mi-ran, Oh Jung-se, Ahn Jae-hong et Lee Jae-in ont accepté de travailler avec le réalisateur. Fin mai, Park Jin-young se joint à cette équipe.

### Tournage

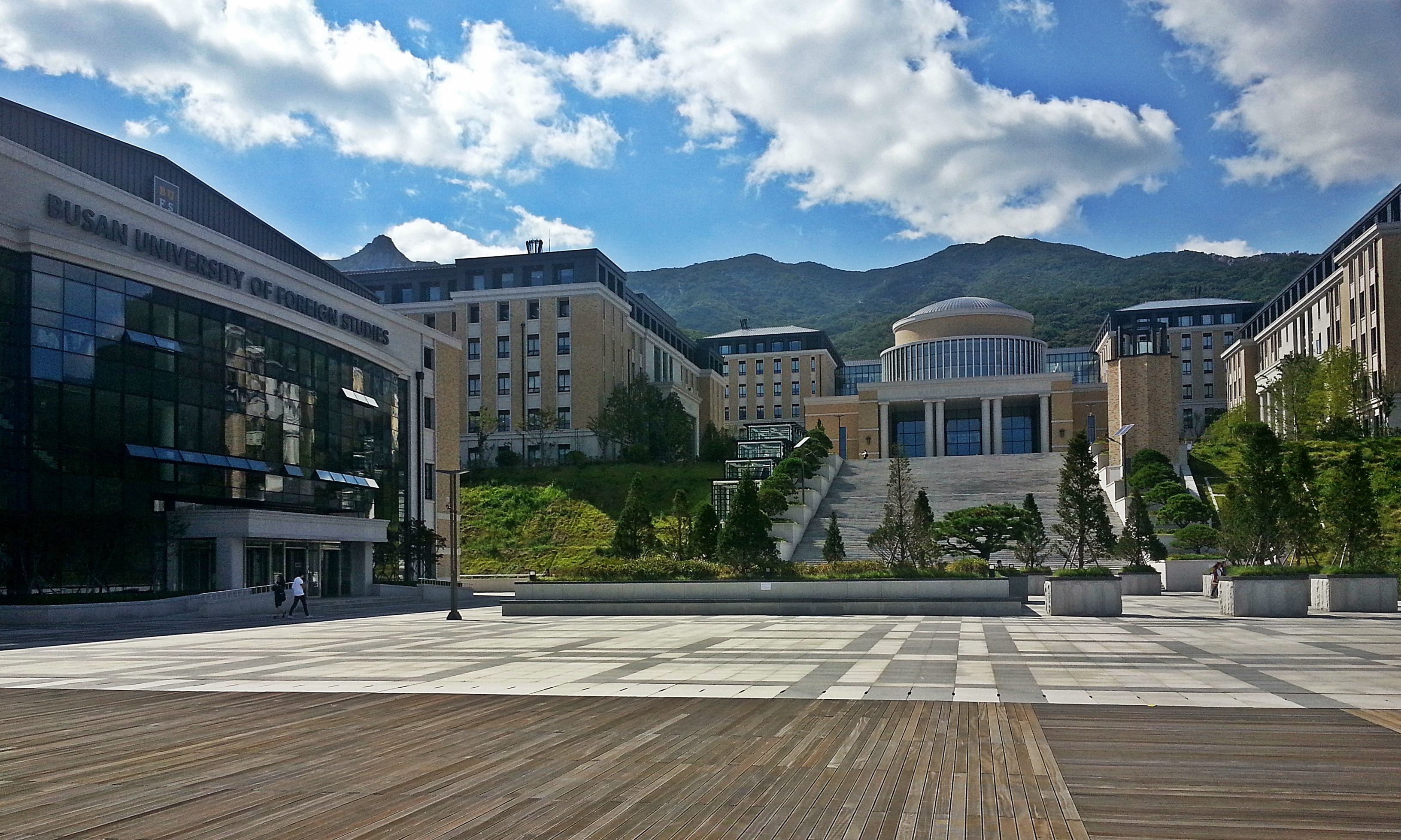
L'université des langues étrangères de Pusan.

Le tournage débute le 1er juin 2021, dans le quartier de Songdo, à Incheon. Le 15 juillet, en raison du cas suspect de Covid-19, il est aussitôt interrompu, puis, étant révélé négatif, reprend finalement le lendemain. Il a également lieu à Chuncheon pour les studios Bomnae, le quartier de Songam et Pusan pour l'université des langues étrangères.
Les prises de vues prennent fin le 7 novembre 2021.

### Postproduction
High Five a rencontré de difficultés,, maintes fois reporté les dates de sortie à la suite du scandale de Yoo Ah-in, en février 2023,, lié aux drogues,, pour lesquels il est condamné à un an de prison lors du premier procès, en septembre 2024,.

## Accueil

### Avant-premières et sortie
Début avril 2025, Next Entertainment World déclare préparer une sortie en juin prochain et que Yoo Ah-in ne participera à aucune promotion. À la mi-avril, l'affiche est révélée, confirmant la date de sortie : le 3 juin 2025.
Une projection , lors d'une conférence de presse, a lieu, le 26 mai 2025, soit quatre jours avant la sortie nationale, au cinéma CGV Yongsan, à Séoul, avec la présence de l'équipe. Une autre, gratuite, a lieu, au début de la soirée du 28 mai 2025, dans deux cinémas CGV à Chuncheon.
En raison de l'élection présidentielle ayant également lieu le 3 juin 2025, le film sort désormais plus tôt que prévu : le 30 mai 2025.

### Box-office
Au premier jour de sa sortie, le 30 mai 2025, High Five se trouve à la première place du box-office sud-coréen, avec 73 037 spectateurs, détrônant Mission: Impossible - The Final Reckoning qui s'y maintenait treize jours durant.